# فرودگاه گولبورن
فرودگاه گولبورن (به انگلیسی: Goulburn Airport) یک فرودگاه همگانی با کد یاتا GUL است که یک باند فرود آسفالت دارد و طول باند آن ۱۲۸۳ متر است. این فرودگاه در شهر سیدنی کشور استرالیا قرار دارد و در ارتفاع ۶۵۲ متری از سطح دریا واقع شده‌است.